# Nick Butterworth
Nick Butterworth (* 1946 in Kingsbury, London) ist ein britischer Autor und Illustrator von Bilderbüchern.

## Leben
1947 zog seine Familie nach Romford (damals eine Stadt in Essex, seit 1965 Teil von Greater London).
Nach der Schule war er Schriftdesigner in verschiedenen Druckereien. Sein erstes Bilderbuch erschien 1981 und brachte ihm eine Anstellung als Autor einer Bildergeschichte namens Upney Junction im „Sunday Express“ ein. Zudem betätigte er sich als Moderator der Kindersendung Rub-a-Dub-Tub im britischen Fernsehen.
Butterworth berühmtestes Werk ist die Bilderbuchreihe Tales from Percy's Park. Sie wurde über vier Millionen Mal verkauft und ist in fünfzehn Sprachen erhältlich. Butterworth' Werk Der Flüsterer (Originaltitel: The Whisperer) wurde 2005 mit dem Nestlé Smarties Book Prize geehrt.
Seine Bilderbücher über den Außerirdischen Q Pootle 5 wurden 2013 als Fernsehserie umgesetzt.
Butterworth ist verheiratet und hat zwei Kinder. Er und seine Familie leben in Suffolk.

## Werke
- Der Flüsterer (2005) (Originaltitel: The Whisperer)
- Percy the Park Keeper – One Snowy Night
  - Kleiner Tierfreund ganz groß, britische Zeichentrickserie (1996–1999)

## Auszeichnungen
- 2002: Albert le Blanc auf der Auswahlliste der Kate Greenaway Medal
- 2005: Nestlé Smarties Book Prize für The Whisperer